# BlueEyedOS
 (juin 2015).
Si vous disposez d'ouvrages ou d'articles de référence ou si vous connaissez des sites web de qualité traitant du thème abordé ici, merci de compléter l'article en donnant les références utiles à sa vérifiabilité et en les liant à la section « Notes et références ».
BlueEyedOS est un système d'exploitation libre basé sur le noyau Linux. Il a pour but principal de porter l'API de BeOS sous Linux de manière à offrir une compatibilité au niveau du code source.
Aujourd'hui, le projet peut être considéré comme à l'abandon après plusieurs mois d'inactivité. Le site web est désormais fermé.[réf. nécessaire]

## Un système proche de Linux
L'approche de BlueEyedOS pour recréer BeOS est très pragmatique, les développeurs ont préféré utiliser le noyau Linux pour disposer de sa grande base de pilotes de périphériques.
C'est pour la même raison qu'ils ont décidé d'utiliser le moteur graphique XFree86, pour avoir non seulement les pilotes, mais également le support 3D offert par certaines cartes graphiques.